# Museu Vasa

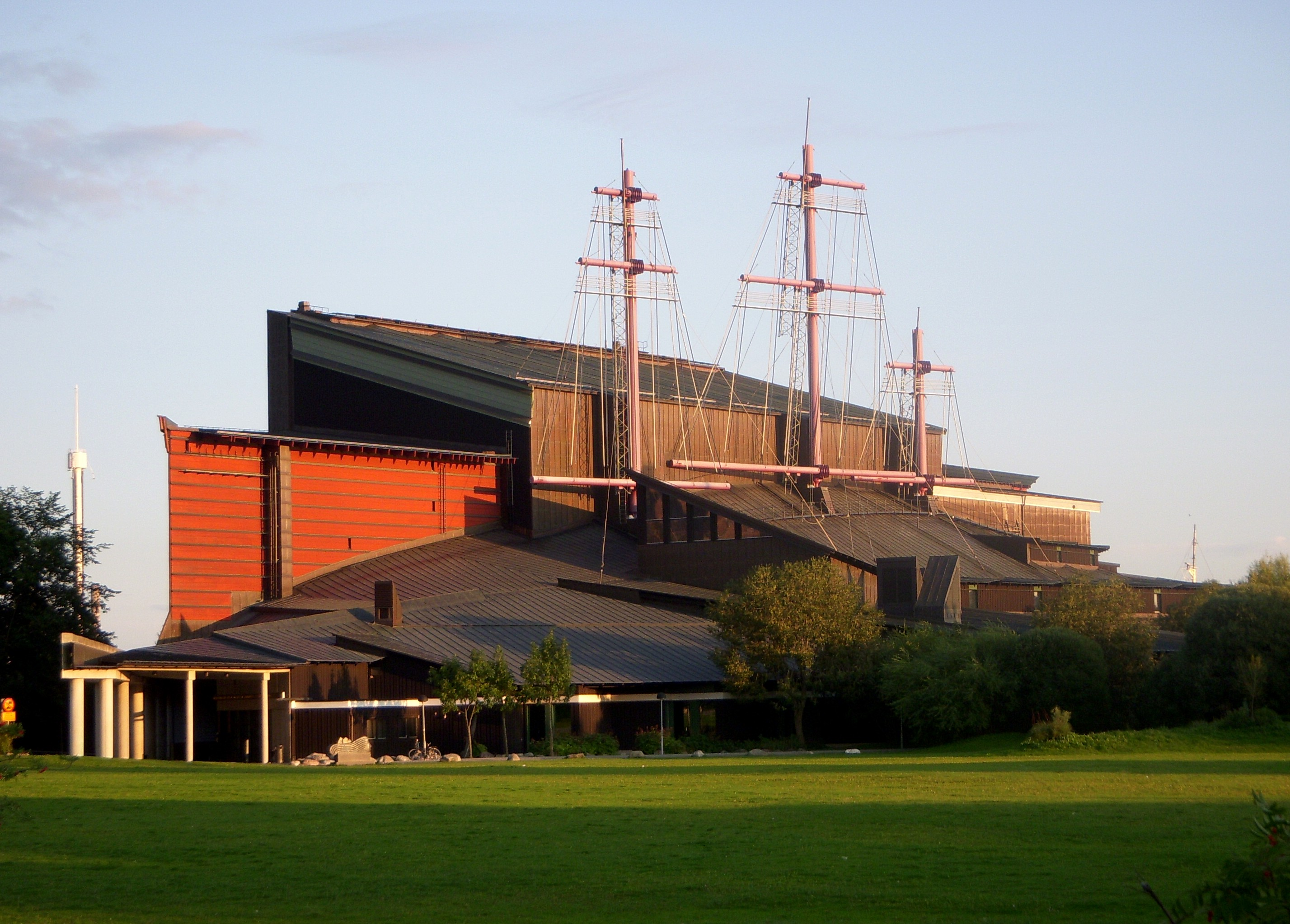
Fachada norte do museu

O Museu Vasa (em sueco:  Vasamuseet;  PRONÚNCIA) é um museu histórico temático localizado em Estocolmo, na Suécia, em cujo local está exibido o navio Vasa.
O Vasa foi um navio de guerra sueco, construído na década de 1620, afundado quando deixava o porto em sua primeira viagem em 1628, o que causou uma comoção nacional à época. Depois de 333 anos debaixo de água, foi recuperado e tornado acessível ao público neste museu. Atualmente é o museu mais visitado dos países escandinavos - 1 532 779 visitantes (2019).

## O Vasa
Construído por determinação do Rei Gustavo Adolfo II da Suécia, com o desafio de se constituir no mais potente navio de guerra de seu tempo, os seus três mastros principais elevavam-se a mais de 50 metros de altura, suportando uma dezena de velas. Estava equipado com 64 peças de artilharia de diversos calibres, magnificamente decorado com 700 esculturas entalhadas em madeira. A sua tripulação era de 400 homens.
No dia 10 de agosto de 1628, poucos minutos após ter soltado ferros para a sua viagem inaugural, e após ter percorrido 1 300 metros, o navio foi acossado por uma forte rajada de vento que o fez inclinar para esquerda, deixando entrar água pelas portas de arma inferiores, causando o seu naufrágio ainda no porto, um acidente que envergonhou o país.

## O achado arqueológico submarino
Na década de 1950 o navio foi encontrado imerso no lodo do fundo do porto, que teve a virtude de conservar relativamente intacta a estrutura da embarcação dada a baixa salinidade das águas de Estocolmo. 
Em 1961 o navio foi trazido de novo à superfície. Iniciou-se assim um dos mais importantes trabalhos de resgate e restauro do nosso tempo, apresentado ao público em um museu histórico temático, onde os visitantes podem observar os diversos aspectos construtivos e de resgate, limpeza, preservação e restauro da embarcação, assim como aspectos da vida cotidiana da Suécia no início do século XVII.

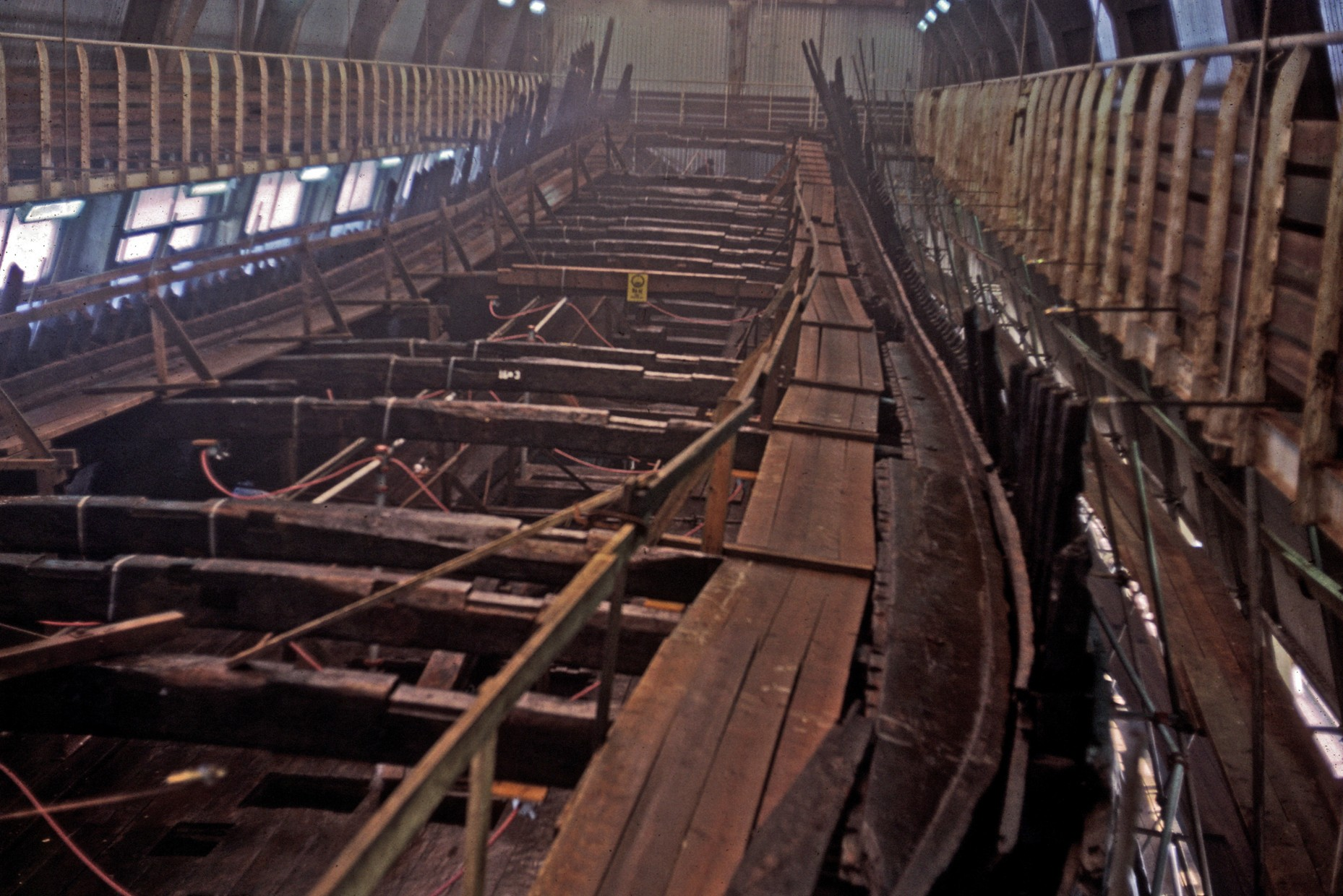
Interior do  navio
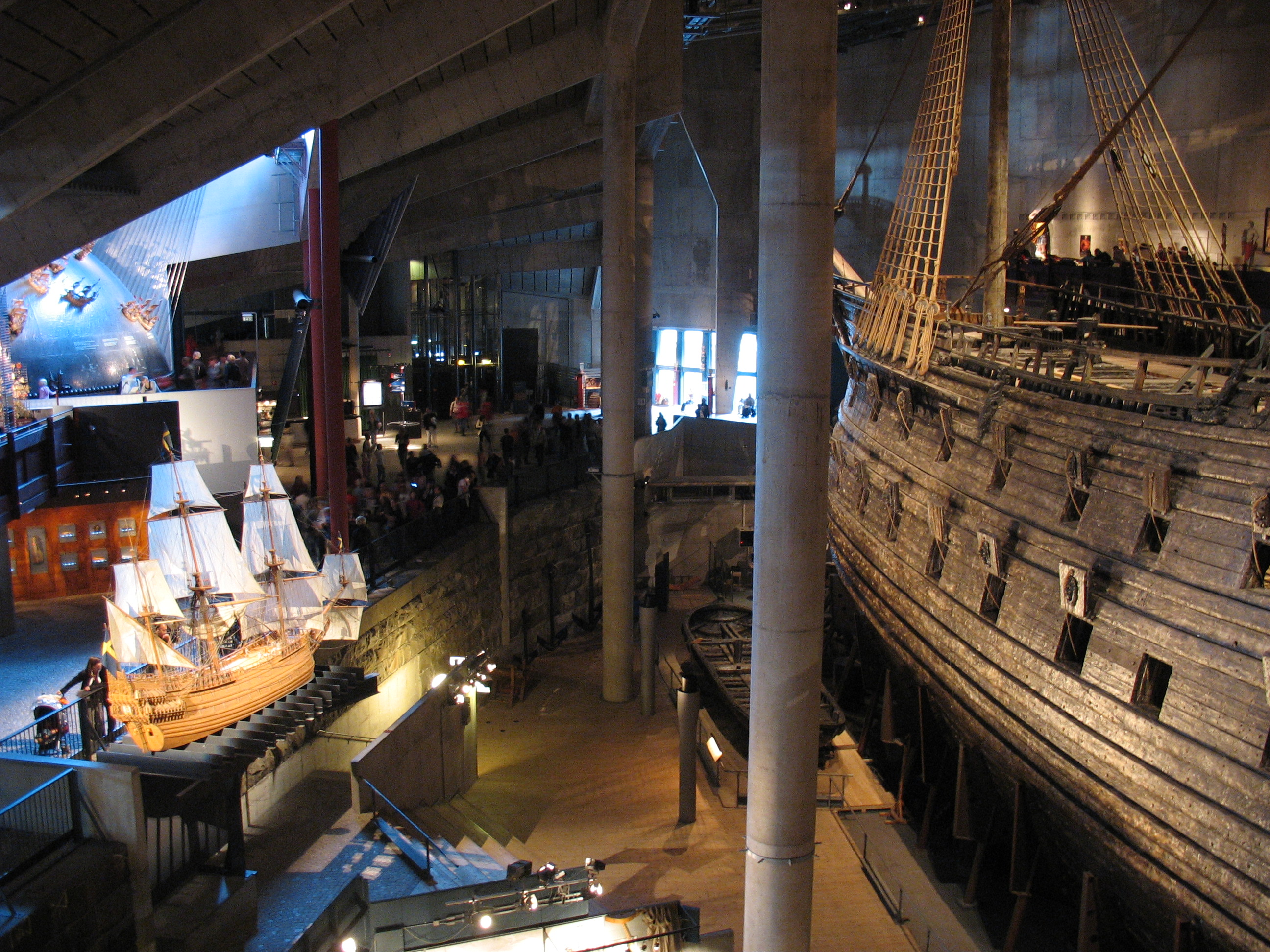
Interior do museu
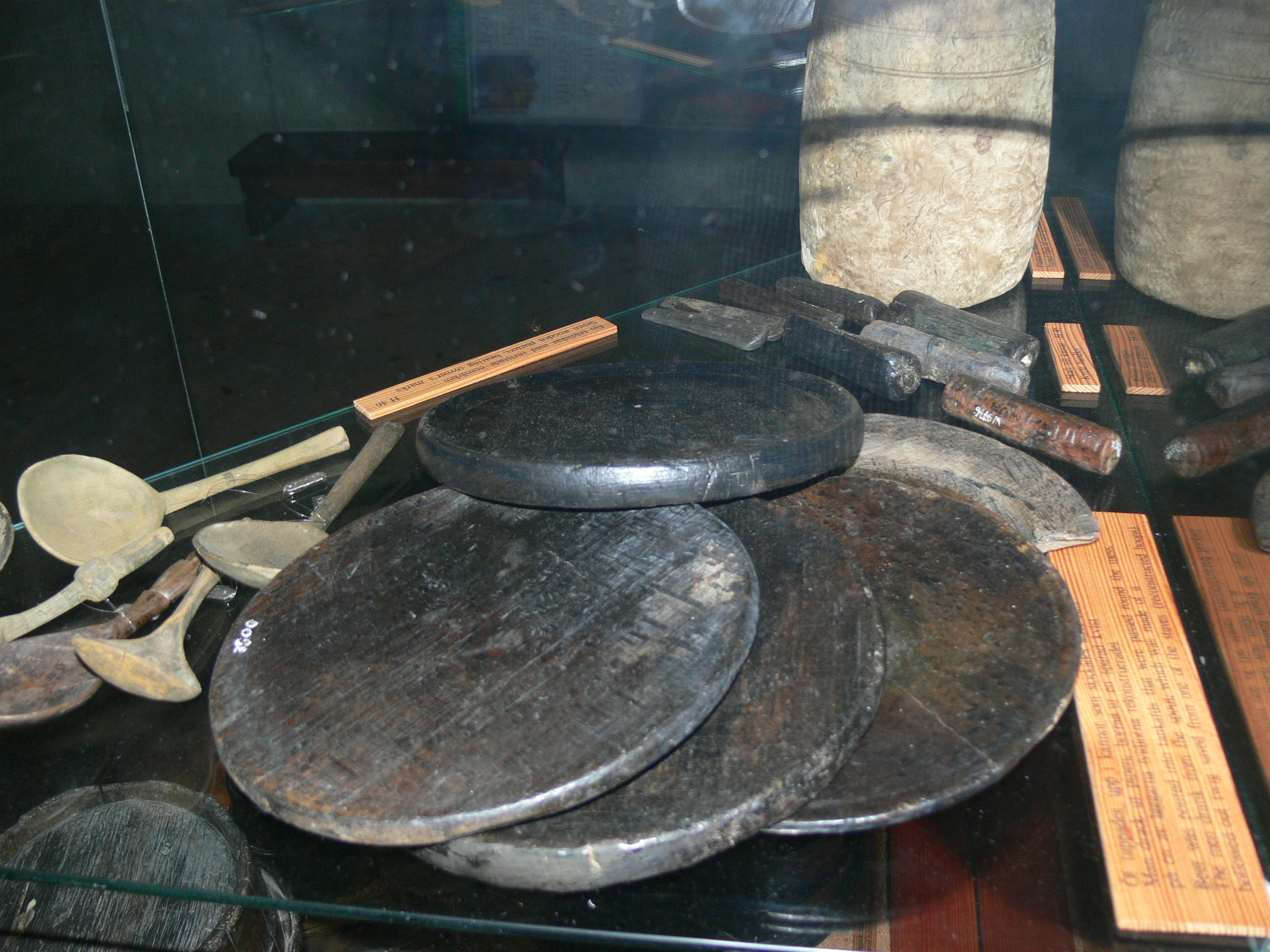
Pratos e colheres do navio
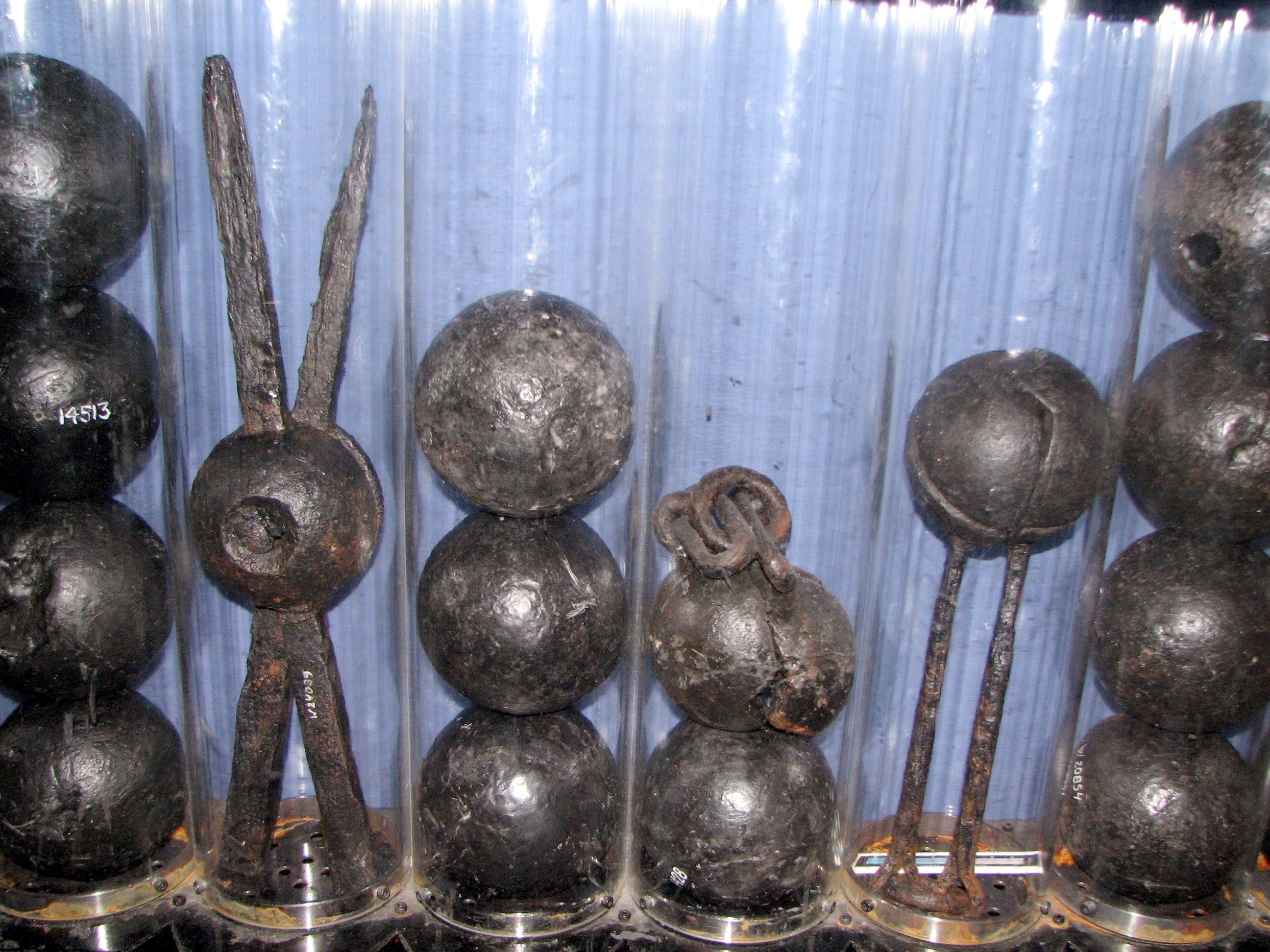
Balas dos canhões